# Manuel Soeiro
Manuel Esteves Soeiro Vasques (Barreiro, 17 marzo 1909 – 7 febbraio 1977) è stato un calciatore portoghese, di ruolo attaccante.

## Carriera
Fu capocannoniere del campionato portoghese nel 1935 e nel 1937.

## Palmarès

### Club

#### Competizioni nazionali
- Campeonato de Portugal: 3

Sporting Lisbona: 1934, 1936, 1938
- Campionato portoghese: 2

Sporting Lisbona: 1940-1941, 1943-1944
- Coppa di Portogallo: 2

Sporting Lisbona: 1940-1941, 1944-1945
- Supercoppa di Portogallo: 1

Sporting Lisbona: 1944